# Ginoria curvispina
Ginoria curvispina là một loài thực vật có hoa trong họ Lythraceae. Loài này được Koehne mô tả khoa học đầu tiên năm 1882.